# Working Girl
Working Girl är en amerikansk romantisk dramakomedifilm från 1988 i regi av Mike Nichols. I huvudrollerna ses Harrison Ford, Sigourney Weaver och Melanie Griffith.
Filmens öppningssekvens följer Manhattanbor som pendlar med Staten Island Ferry åtföljda av Carly Simons sång "Let the River Run", för vilken Simon mottog en Oscar för bästa sång. 
Griffith nominerades till en Oscar för bästa kvinnliga huvudroll och både Weaver och Joan Cusack nominerades till en Oscar för bästa kvinnliga biroll. Filmen nominerades också till en Oscar för bästa film.

## Handling
Sekreteraren Tess McGill kämpar utan framgång för att komma uppåt i karriären. Som sekreterare åt Katherine Parker föreslår hon hur ett företag ska komma in i mediebranschen. Parker avvisar förslaget men snart får Tess veta att Parker har lanserat förslaget som sitt eget. 
När Parker bryter benet tar Tess över jobbet och börjar träffa affärsmannen Jack Trainer, Parkers fästman, för att få igenom förslaget.

## Om filmen
Filmen var nominerad till sex Oscars. Carly Simon vann en Oscar för låten "Let the River Run" som hörs i början av filmen. Filmen är David Duchovnys filmdebut.

## Rollista i urval
- Melanie Griffith - Tess McGill
- Harrison Ford - Jack Trainer
- Sigourney Weaver - Katherine Parker
- Alec Baldwin - Mick Dugan
- Joan Cusack - Cynthia
- Philip Bosco - Oren Trask
- Nora Dunn - Ginny
- Oliver Platt - David Lutz
- James Lally - Turkel
- Kevin Spacey - Bob Speck
- Elizabeth Whitcraft - Doreen DiMucci
- Jeffrey Nordling - Tim Rourke
- Robert Easton  - Armbrister
- Olympia Dukakis - personalchef
- Amy Aquino - Alice Baxter, Tess assistent
- Timothy Carhart - Tim Draper
- David Duchovny - kille på Tess födelsedagsfest
- Zach Grenier - Jim
- Ricki Lake - brudtärna
- Marceline Hugot - Bitsy
- Lloyd Lindsay Young - meteorolog på TV
- Barbara Garrick - Trasks dotter